# John Charles Morgan
John Charles Morgan (Barão de Cocais, 18 de março de 1838 — Walton in Gordano, North Somerset, Inglaterra, 11 de março de 1903) foi um cônsul inglês que ganhou por meio do Decreto n.° 3.590, de 17 de janeiro de 1866, o privilégio exclusivo pelo tempo de noventa anos para a construção de uma estrada de ferro pelo sistema mais econômico, ou de um tram-road, entre a cidade da Cachoeira e a Chapada Diamantina, na Bahia, com um ramal para Feira de Santana.

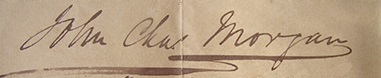
Assinatura do John Charles Morgan, em um documento do Consulado Britânico em Salvador, Bahia. Ano 1876

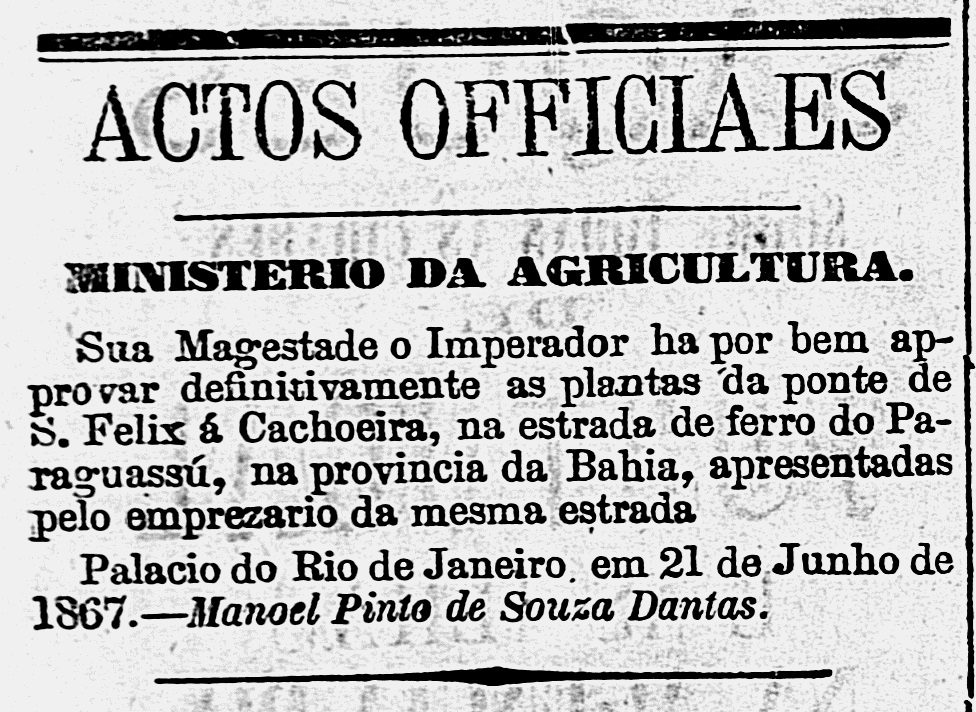
Dom Pedro II aprovou as plantas da ponte entre São Félix e Cachoeira, na Estrada de Ferro do Paraguassú,

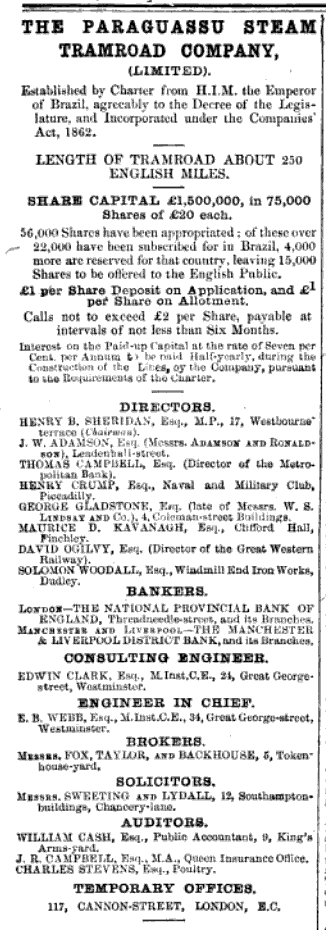
Propaganda da The Paraguassu Steam Tramroad Company Limited, na revista English Mechanic and Mirror of Science And Arts, 1867, Londres

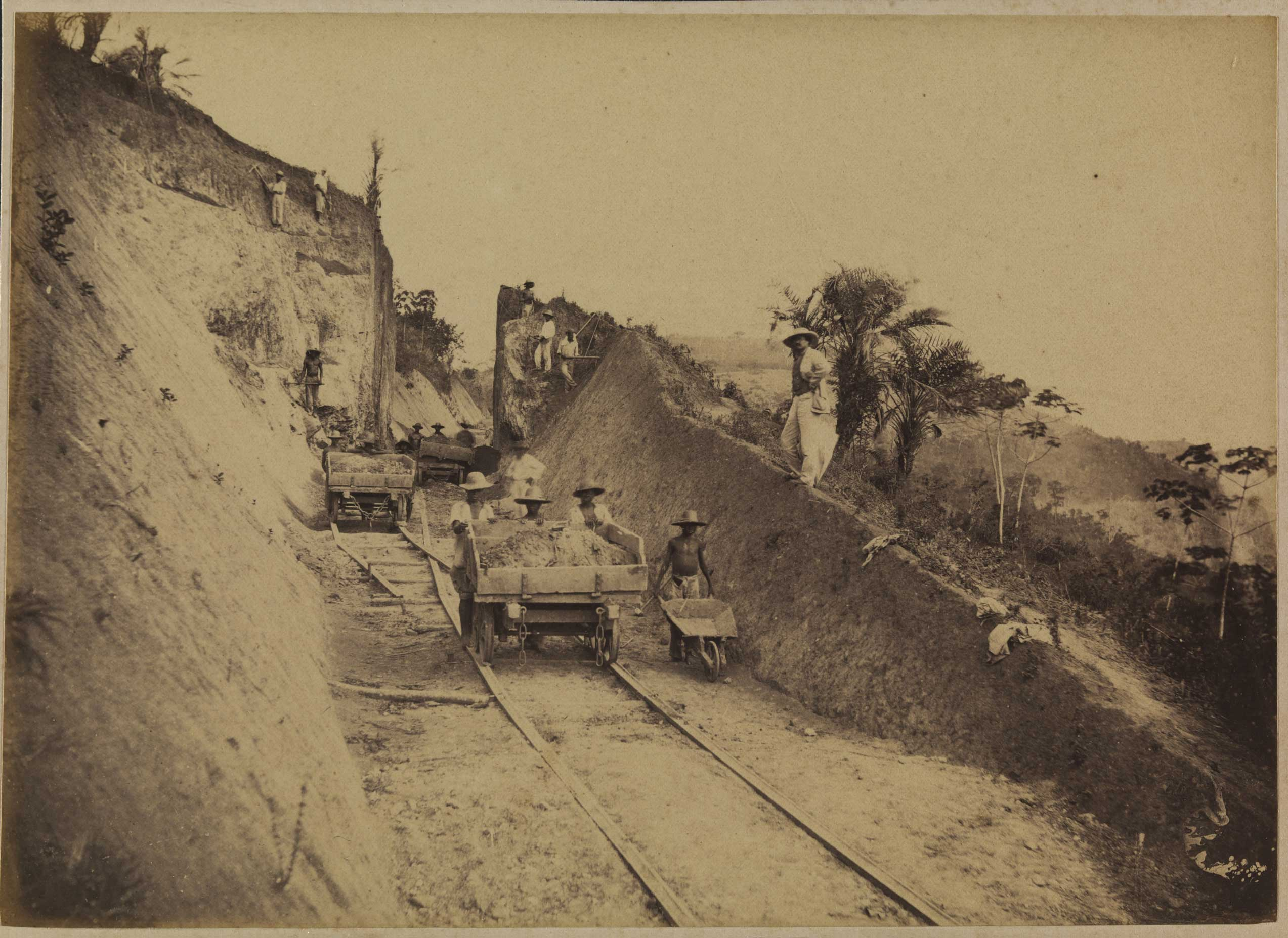
Construção do Ramal de Feira de Santana. Tram-road do Paraguassú. Estrada de Ferro do Paraguassú

Segundo o pesquisador Ronaldo Van Putten de Vasconcelos, o John Charles Morgan que teve seu nome grafado em alguns documentos como João Carlos Morgan, era filho do Cônsul britânico John Morgan e da Senhora Emília Angélica de Athayde Gomide. Exerceu os cargos de vice-cônsul e cônsul interino da Grã-Bretanha em Salvador, Bahia, de 5 de janeiro de 1857 a 1893. Casou-se em 18 de fevereiro de 1862, com a Senhora Angelina Squassafichi, que faleceu em 04 de junho de 1875. Em 1 de agosto de 1877, Morgan casou-se com a Senhora Elizabeth Reid Livingstone Learmonth, que faleceu em 29 de setembro de 1908.

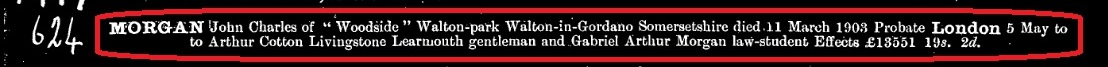
John Charles Morgan (Cônsul) - Inglaterra e País de Gales, Calendário Nacional de Sucessões (Índice de Testamentos e Administrações), 1858-1995

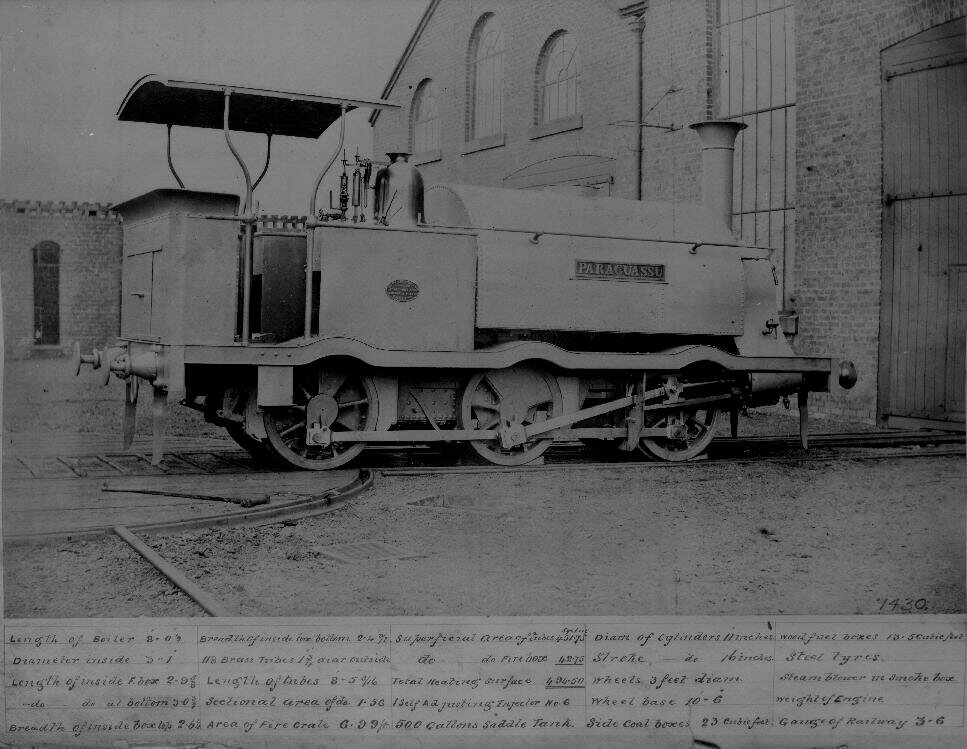
Locomotiva a vapor "Paraguassú", produzida pela The Vulcan Locomotive Works, em 1868, sob encomenda de John Charles Morgan para a Estrada de Ferro do Paraguassú

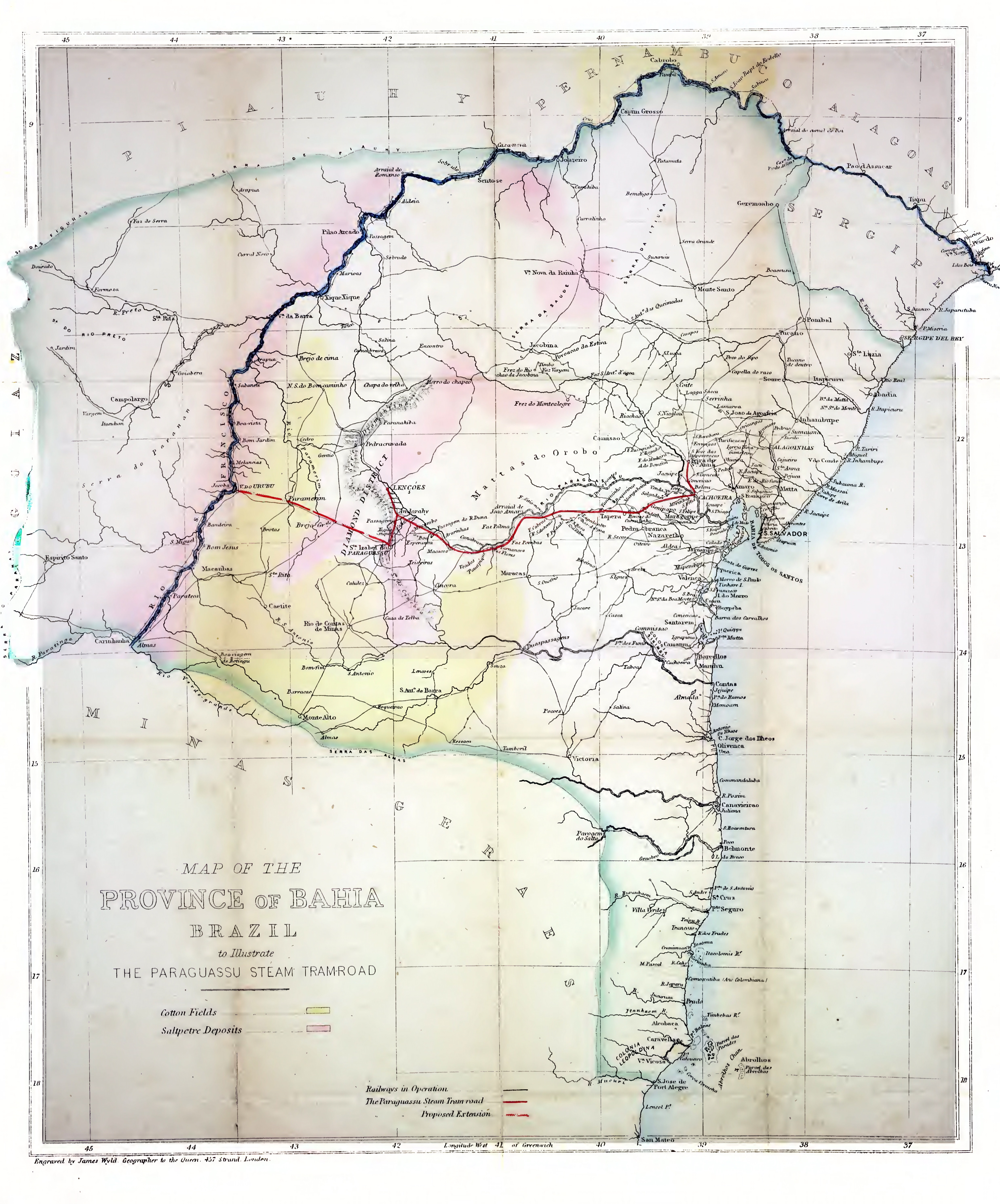
Mapa da Província da Bahia. Produzido por James Wyld, em 1866, sob a encomenda de John Morgan, para promover a Paraguassú Steam, na Europa. A linha vermelha corresponde ao traçado original

John Charles Morgan fundou a empresa The Paraguassú Steam Tram-road Company Limited, em Londres, que obteve autorização para funcionar no Brasil por meio do Decreto n.° 3.905, de 3 de julho de 1867. Iniciou em 6 de outubro de 1867, a construção do ramal de Feira de Santana, tendo como ponto inicial a cidade de Cachoeira (Bahia). Em 1869,  depois de ter levantado a mesma companhia £ 89.906,68, já tendo construído cerca de 25 quilómetros do ramal de Feira de Santana e feito os estudos de toda linha principal entrou em liquidação e falência.
Em 6 de junho de 1872, o engenheiro civil inglês Hugh Wilson se propôs a comprar a massa falida da Paraguassú Steam Tram-road Company Limited, para tomar para si a organização de outra empresa que desse continuidade a construção da Estrada de Ferro do Paraguassú. Tendo a Lei Provincial n.º 1.246 de 27 de junho de 1872, autorizado a presidência da província a celebrar o respectivo contrato, foi este firmado em 26 de setembro de 1872, com o Presidente da Província da Bahia Joaquim Pires Machado Portela. Tal contrato foi ratificado por Dom Pedro II, nos termos do Decreto n.° 5.777, de 28 de outubro de 1874.
Hugh Wilson se comprometeu a não somente comprar, em Londres, a massa falida da Estrada de Ferro do Paraguassú, ficando a província e os demais acionistas desta empresa isentos de toda e qualquer responsabilidade, como encarregar-se de concluir as obras do ramal da Feira de Santana, a ponte entre Cachoeira e São Felix sobre o Rio Paraguaçu e a organizar companhia para os mesmos fins da Tram-road do Paraguassú. Em Londres a companhia de Hugh Wilson recebeu o nome de Brazilian Imperial Central Bahia Railway Company Limited, e no Brasil a ferrovia foi nomeada por Estrada de Ferro Central da Bahia.